# Buhlau (Klein Strehlitz)

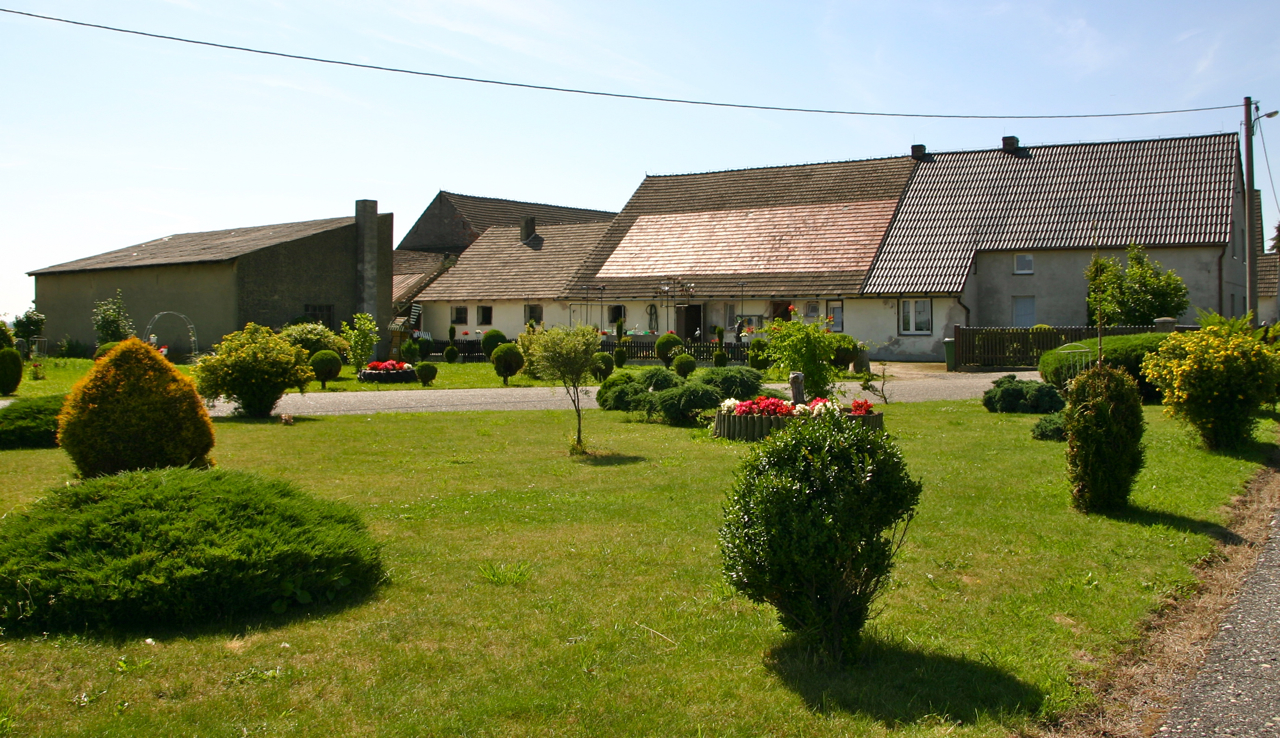
Ortsansicht

Buhlau, polnisch Buława, ist ein zu Schreibersdorf (Pisarzowice) gehöriger Weiler in der Stadt- und Landgemeinde Klein Strehlitz im Powiat Krapkowicki der Woiwodschaft Opole in Polen.